# 斯穆斯島
斯穆斯島（英語：Smooth Island）是南極洲的島嶼，屬於威廉群島中阿根廷群島的一部分，在1961年由英國南極名稱諮詢委員會命名，現時由南極條約體系管理。